# 格利尼揚卡 (巴爾區)
49°4′19″N 27°46′55″E / 49.07194°N 27.78194°E
格利尼揚卡（烏克蘭語：Глинянка），是烏克蘭的村落，位於該國西南部文尼察州，由日梅林卡區負責管轄，始建於1993年，面積0.6平方公里，海拔高度301米，2001年人口245，人口密度每平方公里408.33人。